# Adolfo Matthei

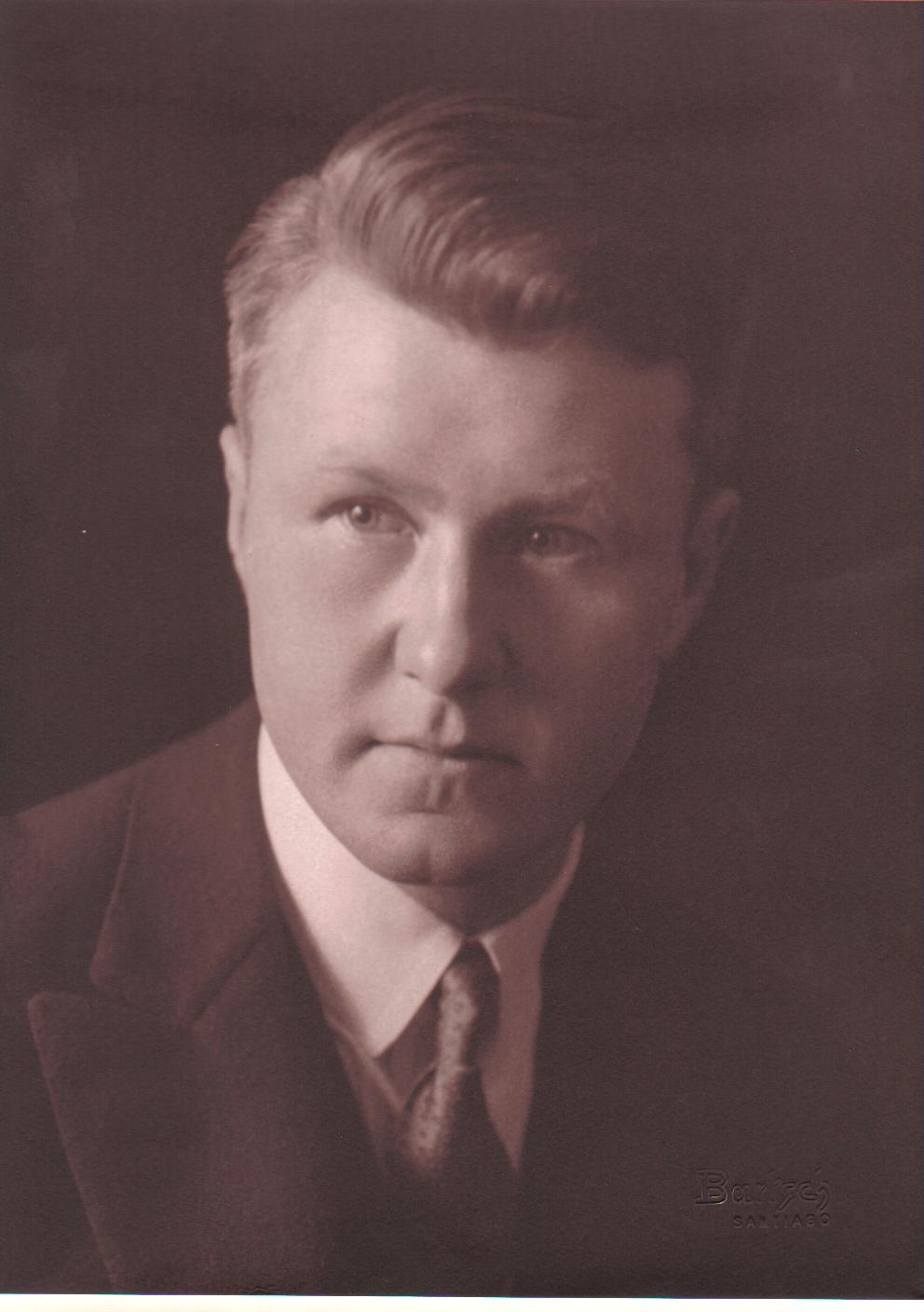
Dr. Adolfo Matthei Schwarzenberg

Adolfo Matthei Schwarzenberg (* 21. Juni 1902 in Osorno, Chile; † 28. August 1939 in Santiago de Chile) war ein   chilenischer Landwirtschaftsingenieur. Er gründete die Höhere Landwirtschaftliche Schule Osornos, heute Instituto Profesional Agrario Adolfo Matthei genannt.

## Leben
Matthei war ein Nachkomme deutscher Einwanderer in Osorno. Seine Grund- und Sekundarausbildung erhielt er in Chile und Deutschland. Anschließend studierte er am Agronomischen Institut in Santiago, heute Agrarwissenschaftliche Fakultät der Universidad de Chile, wo er 1925 seinen Abschluss als Landwirtschaftsingenieur machte. Zwischen 1929 und 1931 war er in Deutschland und promovierte an der Humboldt-Universität zu Berlin. Matthei kehrte nach Chile zurück und ließ sich in Osorno nieder, wo er 1932 die Höhere Landwirtschaftliche Schule Osornos gründete. Er starb im Alter von 37 Jahren an einer Peritonitis.
Er war Mitglied der Nationalsozialistischen Bewegung Chiles und er kandidierte als Abgeordnete dieser Partei bei den Parlamentswahlen 1937, ohne gewählt zu werden.

## Werke
- Fertilizantes calcáreos. Santiago, 1925.
- Fertilizantes fosfatados. Santiago, 1926.
- Fertilizantes nitrogenados. Santiago, 1927.
- Landwirtschaft in Chile. Bielefeld-Leipzig, 1929.
- Schafzucht in Patagonien. Berlin, 1931.
- Untersuchungen über die Bodenfruchtbarkeit in Chile als Grundlage der inneren Agrarpolitik. Berlin, 1931. Doktorarbeit Humboldt-Universität zu Berlin.
- Suelos y abonos. Santiago, 1931.
- Política agraria chilena. Padre Las Casas, 1935.
- Hacia una acción colonizadora más eficiente en Chile. Osorno, 1936.
- Agrarwirtschaft und Agrarpolitik der Republik Chile. Berlin, 1936.
- La agricultura en Chile y la política agraria chilena. Santiago, 1939.